# Théâtre d'Épernay
Pour les articles homonymes, voir Grand Théâtre.
Le théâtre Gabrielle-Dorziat d'Épernay est construit au début du XXe siècle dans la Marne.

## Histoire
Dans un style Louis XV, c'est un théâtre à l'italienne qui a mobilisé d'autres artistes pour sa décoration comme le sculpteur Georges Trugard, le peintre  Georges Clairin. Mais aussi Joseph Ascoli, un sculpteur sparnacien qui décore le fronton supérieur de la façade avec son œuvre "La vigne champenoise inspirant l'Art théâtral". 

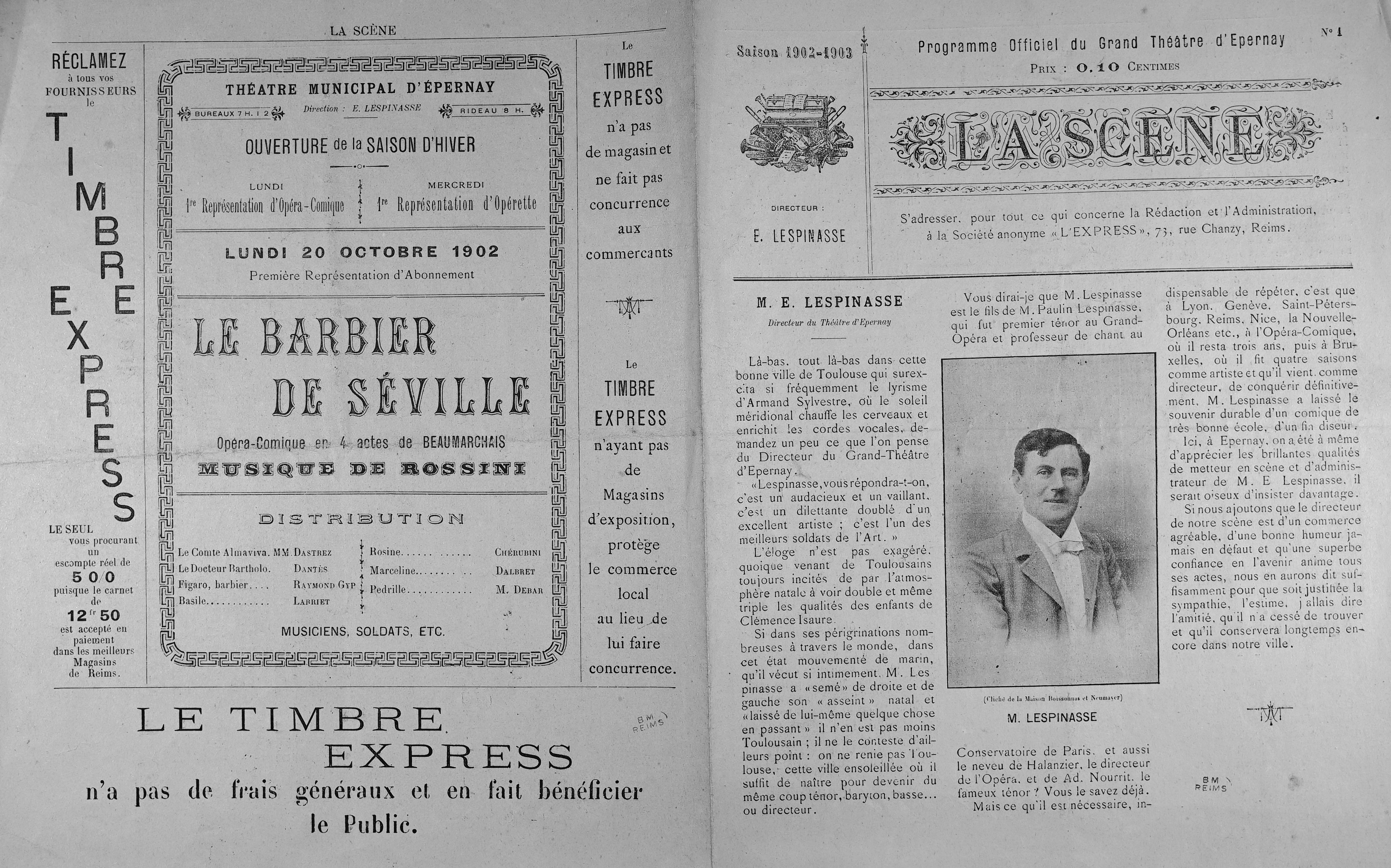
Programme de 1902, Le barbier de Séville, M. Lespinasse directeur.

Il rend honneur à l'actrice sparnacienne Gabrielle Dorziat, il remplace un théâtre implanté au même endroit.

## Images
C'est un bâtiment inscrit aux monuments historiques en 1988.

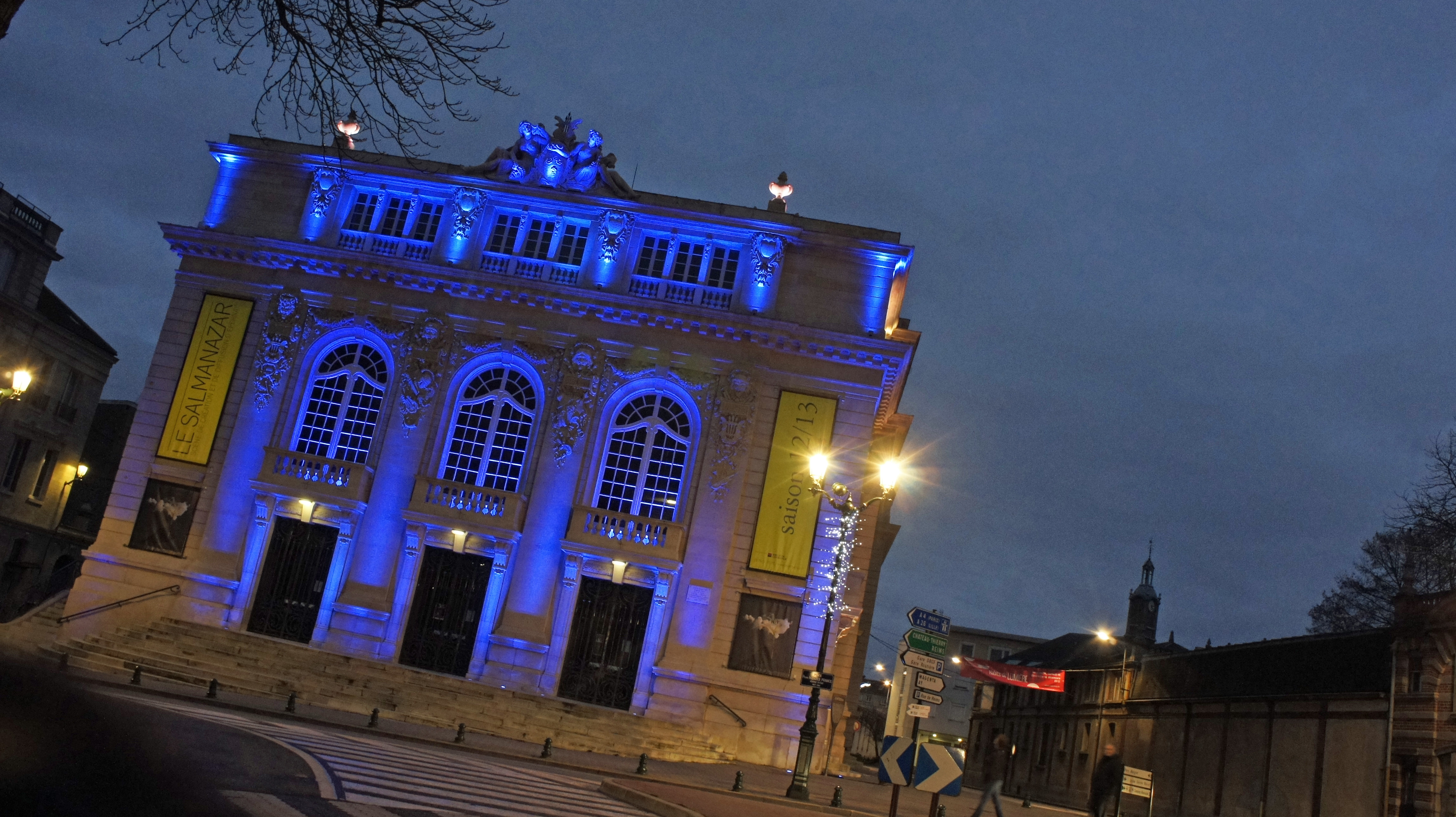
Illumination de Noël.
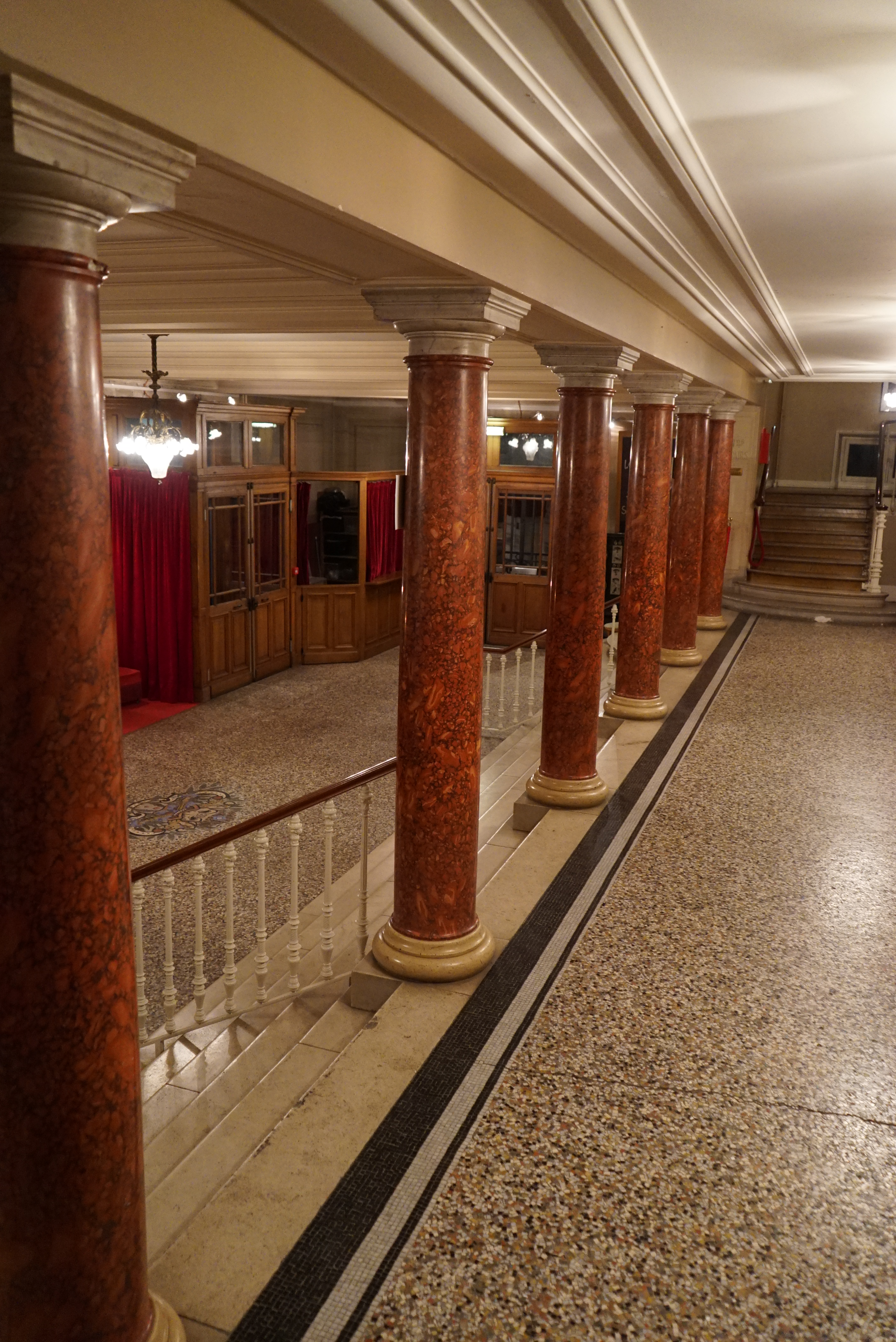
Hall d'entrée.
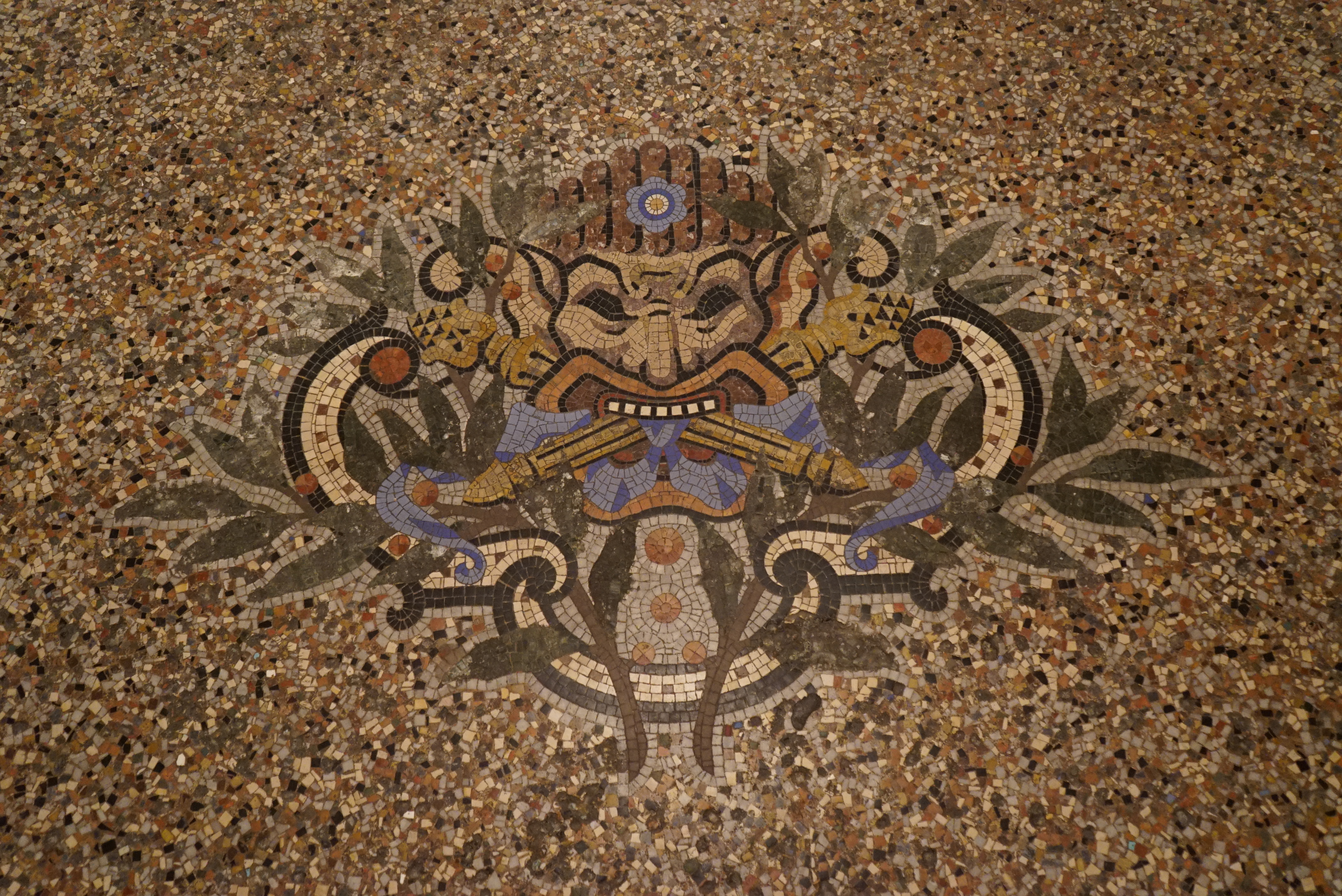
Mosaïque.
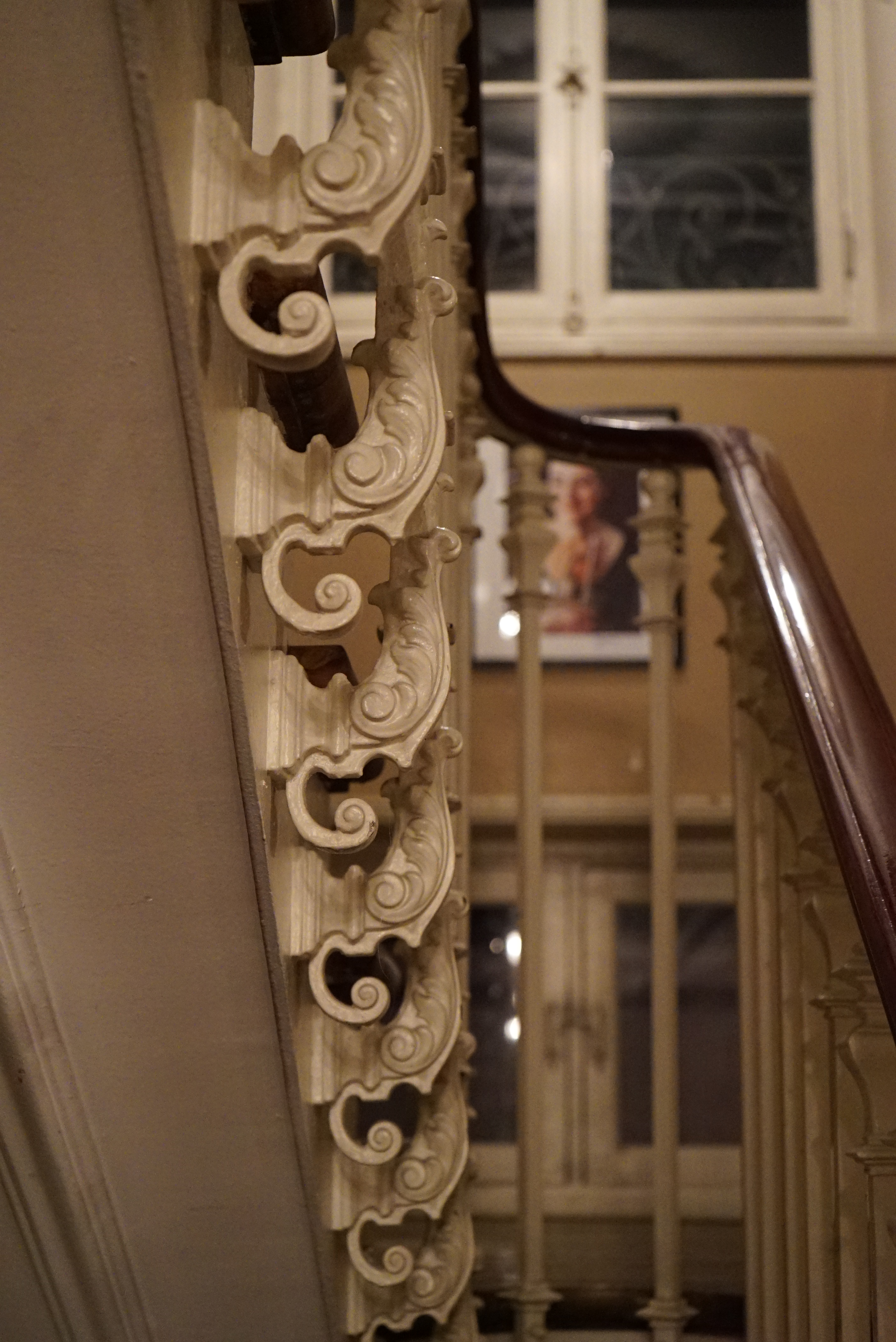
Escalier.
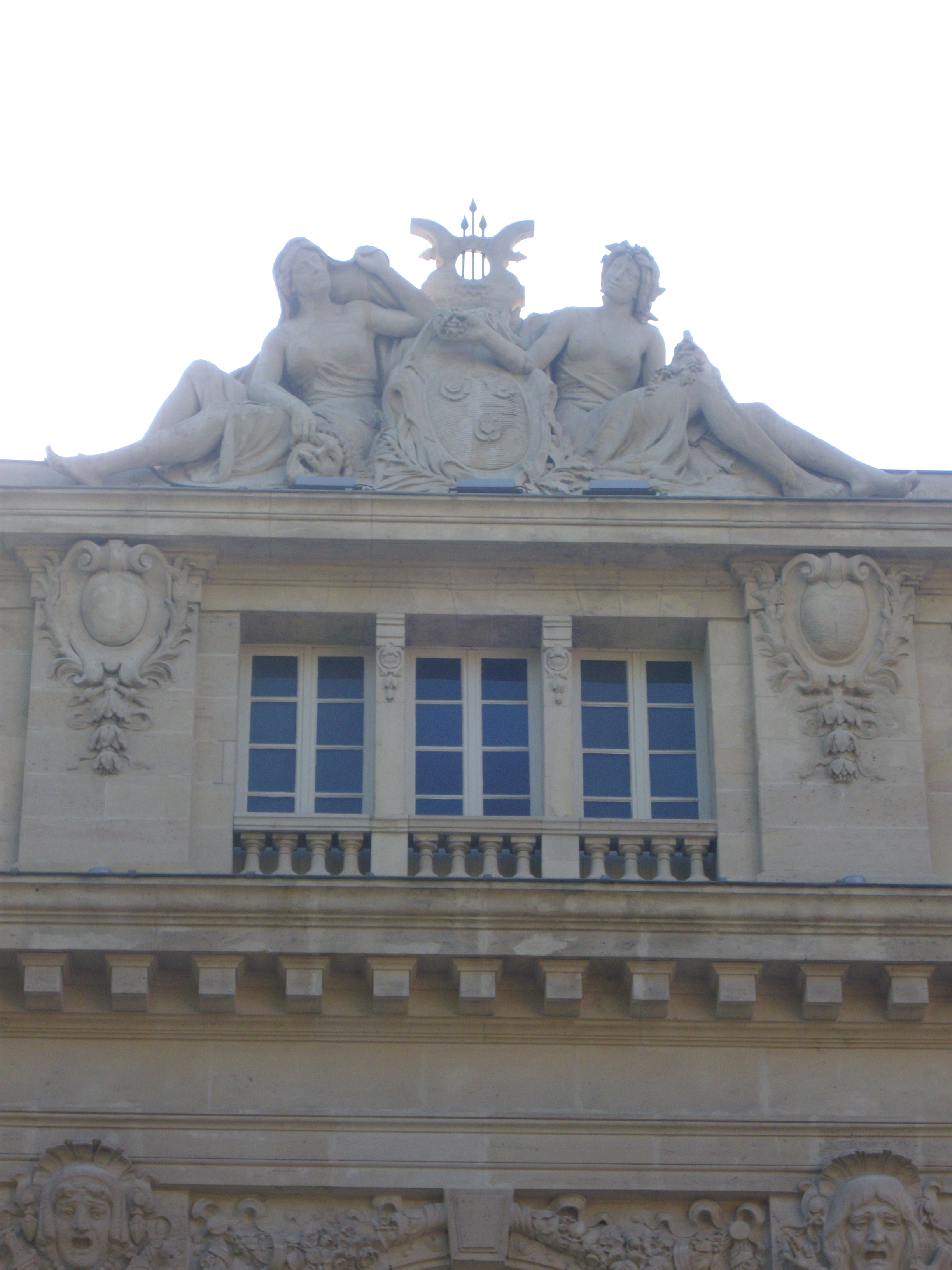
Détail du fronton.
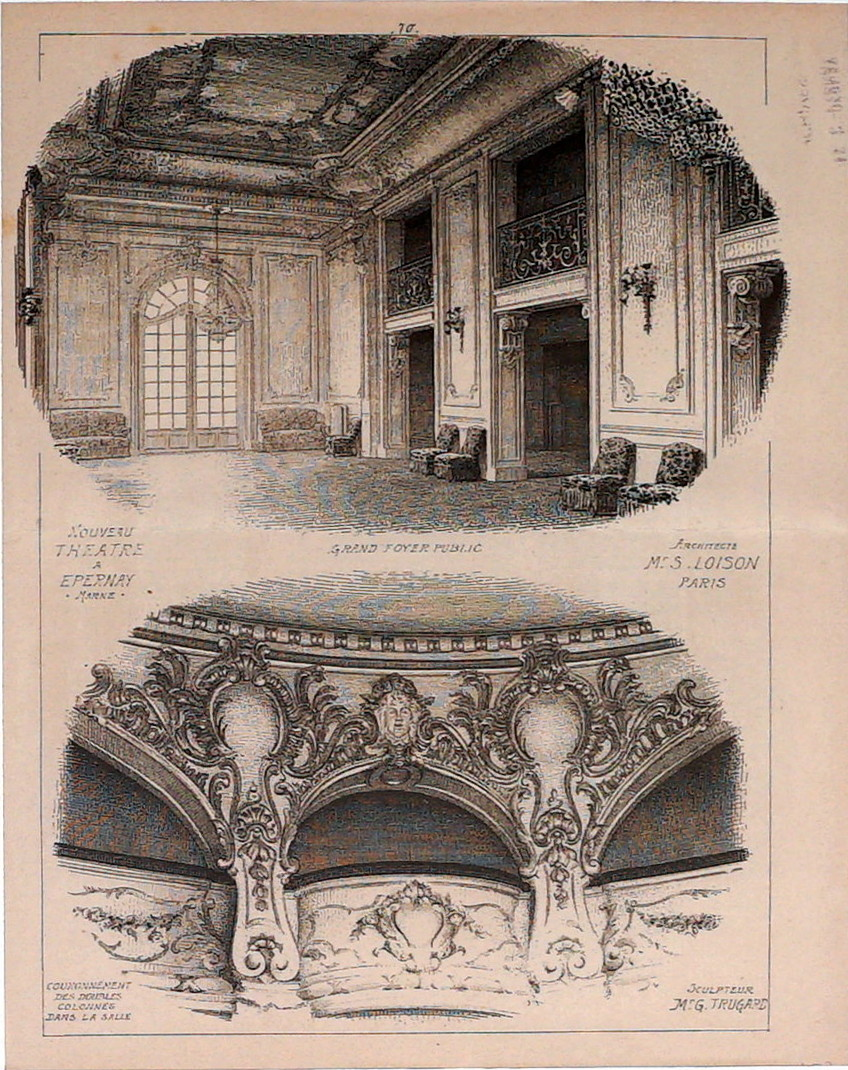
Le foyer et la salle.
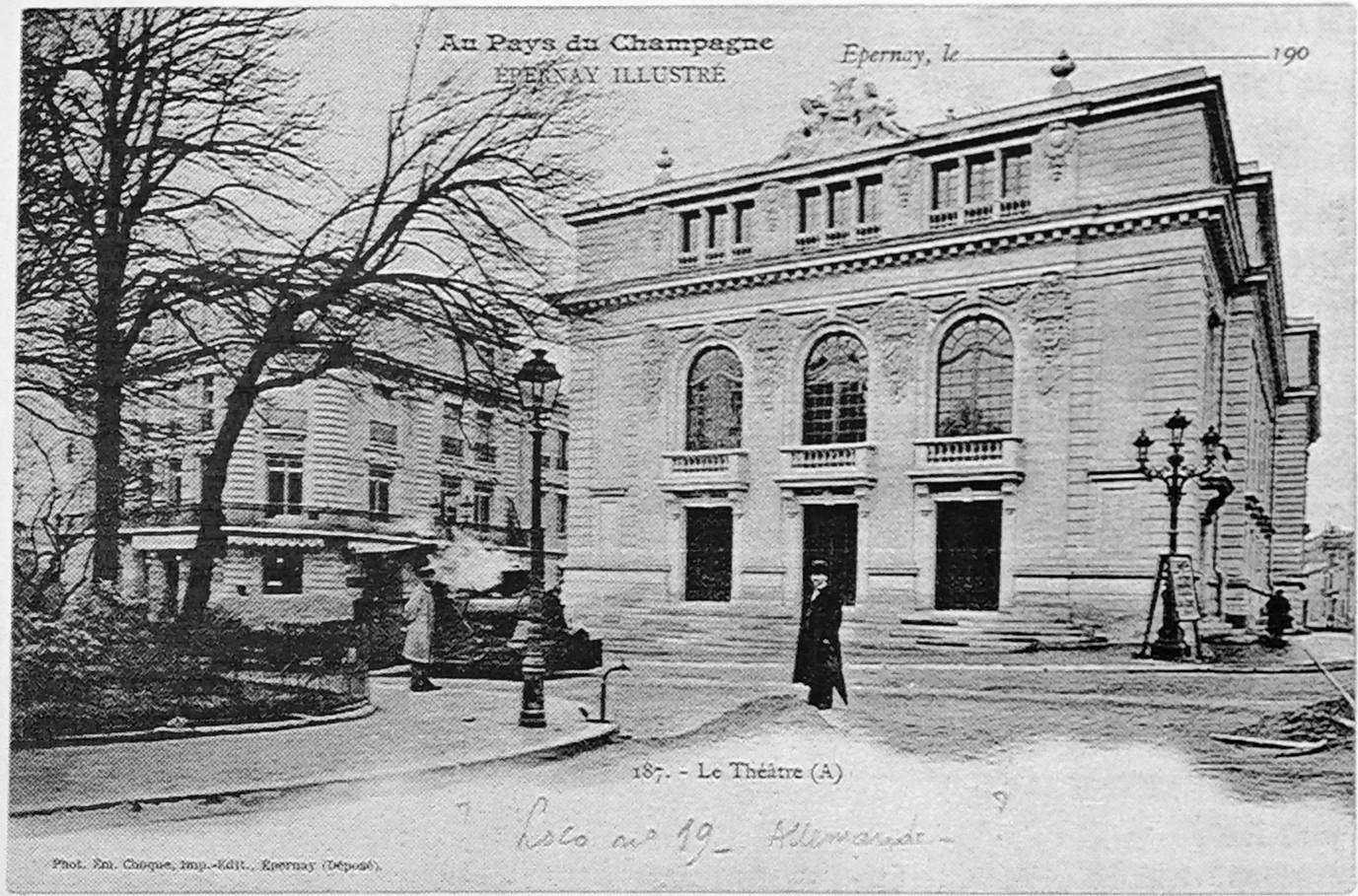
Début XXe siècle avec le C.B.R.

## Situation
Il se trouve au cœur de la ville, entre l'hôtel de Ville, l'église Notre-Dame et la gare.